# Ремізовце (ґміна)
Ґміна Ремізовце (пол. Gmina Remizowce) — колишня (1934—1939 рр.) сільська ґміна Золочівського повіту Тернопільського воєводства Польської республіки (1918—1939) рр. Центром ґміни було селоРемезівці.

## Історія
Ґміну Ремізовці у Золочівському повіті було створено 1 серпня 1934 р. До її складу увійшли наступні сільські громади: Чижув, Коропєц, Кропівна, Ремізовце, Сновіч, Шпіклоси, Угорце, Віцинь, Жукув. Станом на 1934 рік територія ґміни складала 129,06 км².
В 1931 році населення ґміни становило 11 183 особи. Налічувалось 2 029 житлових будинків.
З утворенням Золочівського району в 1940 році ґміна була ліквідована.